# Батлаев, Баир Валерьевич
Баи́р Вале́рьевич Батла́ев (15 апреля 2000, Охор-Шибирь) — российский боксёр. Двукратный чемпион России, победитель Игр стран БРИКС 2024 года. Мастер спорта России международного класса (2023).

## Биография
Баир Батлаев родился 15 апреля 2000 года в селе Охор-Шибирь Тункинского района Бурятии. С детского возраста посещал секцию футбола, пробовал заниматься шашками. С десятилетнего возраста начал занятия боксом, тренировался в местной секции под руководством Викентия Викторовича Шаракшанова. После девятого класса поступил на обучение в Республиканский многоуровневый колледж в городе Улан-Удэ, одновременно продолжал тренироваться в боксе. Его наставником стал Доржо Нимаевич Шаргакшанов. В дальнейшем поступил на строительный факультет Восточно-Сибирского государственного университета технологий и управления.
С 2018 года принимал участие в различных турнирах регионального значения, неоднократно становился победителем чемпионата Бурятии по боксу, был чемпионом Дальневосточного федерального округа, побеждал на международном турнире «Байкал 2018» в Улан-Удэ.
Впервые принимал участие в чемпионате России в 2020 году в Оренбурге, где сумел выиграть только один бой, а затем уступил Василию Егорову.
В 2021 году в наилегчайшей весовой категории выиграл бронзовую медаль на чемпионате России в Кемерове.
На чемпионате России 2022 года в Чите повторил успех и завоевал бронзовую медаль в категории до 51 кг.
В 2023 году на чемпионате России в Хабаровске превзошёл всех соперников и стал чемпионом страны. В финале взял верх над дагестанцем Расулом Салиевым.
В 2024 году стал серебряным призёром на Кубке России в Самаре, уступив в финале Василию Егорову. Завоевал «золото» на Играх стран БРИКС в Казани и стал двукратным чемпионом на чемпионате России в Иркутске, где в решающем поединке со счётом 5:0 взял верх над крымчанином Ахтемом Закировым.
На Кубке России 2025 года в Самаре занял первое место в наилегчайшем весе.

## Спортивные достижения
| Год  | Соревнование     | Место |
| ---- | ---------------- | ----- |
| 2021 | Чемпионат России | 3     |
| 2022 | Чемпионат России | 3     |
| 2023 | Чемпионат России | 1     |
| 2024 | Кубок России     | 2     |
| 2024 | Игры стран БРИКС | 1     |
| 2024 | Чемпионат России | 1     |
| 2025 | Кубок России     | 1     |